# Matteo Eustachio Gonella
Matteo Eustachio Gonella (ur. 20 września 1811 w Turynie, zm. 15 kwietnia 1870 w Rzymie) – włoski kardynał.

## Życiorys
Urodził się 20 września 1811 roku w Turynie, jako syn Andrei Gonelli i Teresy Anselmetti. Studiował na La Sapienzy, gdzie uzyskał doktorat utroque iure. 18 lutego 1838 roku przyjął święcenia kapłańskie. Następnie został prałatem Jego Świątobliwości i protonotariuszem apostolskim. 20 maja 1850 roku został tytularnym arcybiskupem Niksaru, a sześć dni później przyjął sakrę. W latach 1851–1861 był nuncjuszem w Belgii, a w okresie 1861–1866 – w Bawarii. W 1866 roku został arcybiskupem ad personam Viterbo. 13 marca 1868 roku został kreowany kardynałem prezbiterem i otrzymał kościół tytularny Santa Maria sopra Minerva. Zmarł 15 kwietnia 1870 roku w Rzymie.